# Aleksandar Ignjovski
Aleksandar Ignjovski (serbisch-kyrillisch Александар Игњовски, * 27. Januar 1991 in Pančevo, SFR Jugoslawien) ist ein serbischer Fußballspieler, der zuletzt bei Holstein Kiel unter Vertrag stand. Darüber hinaus ist er ehemaliger serbischer Nationalspieler.

## Laufbahn

### Im Verein

#### OFK Belgrad
Im Alter von sieben Jahren begann Aleksandar Ignjovski das Fußballspielen beim OFK Belgrad. Dort spielte er anfangs als Linksverteidiger, später rückte er ins defensive Mittelfeld. Er durchlief die komplette Jugendabteilung des OFK, ehe er 2008 in den Kader der ersten Mannschaft berufen wurde. In der Spielzeit 2008/09 wurde er in der ersten Liga 23 Mal eingesetzt und schoss drei Tore.

#### TSV 1860 München
Im Sommer 2009 wechselte Ignjovski auf Leihbasis für zwei Jahre zum deutschen Zweitligisten TSV 1860 München. In seiner ersten Saison in München kam er auf 30 Einsätze. Im zweiten Jahr wurde er mehrmals von Verletzungen zurückgeworfen, er wurde 23 Mal eingesetzt. In den beiden Jahren bereitete er insgesamt sieben Tore vor. Viermal war er darüber hinaus im DFB-Pokal zum Einsatz gekommen. Im Frühjahr 2011 ließ der Verein aufgrund finanzieller Engpässe die Frist für eine vorab vereinbarte Kaufoption verstreichen, Ignjovski verließ somit die Münchner Löwen wieder im Sommer 2011.

#### Werder Bremen
Am 4. August 2011 gab der SV Werder Bremen die Verpflichtung von Ignjovski bekannt. Ignjovski unterschrieb einen Drei-Jahres-Vertrag bis zum 30. Juni 2014. Über weitere Details wurde Stillschweigen vereinbart.
Zunächst als Zukunftsplanung vorgesehen, vertrat er am 10. September 2011 (5. Spieltag) den verletzten Linksverteidiger Lukas Schmitz im Derby gegen den HSV über 90 Minuten im Werder-Trikot. In der Folgezeit gehörte „Iggi“, wie er von den Werder-Fans genannt wird, zur Stammformation der Hanseaten. Am 9. März 2013 (25. Spieltag) beim 1:1-Unentschieden im Auswärtsspiel gegen Borussia Mönchengladbach erzielte er mit dem Treffer zum Endstand in der 77. Minute auch sein erstes Bundesligator.

#### Eintracht Frankfurt
Am 3. April 2014 wurde bekannt, dass Ignjovski zum 1. Juli 2014 ablösefrei zu Eintracht Frankfurt wechseln wird. Er erhielt einen Vertrag über drei Jahre.

#### SC Freiburg
Zur Saison 2016/17 wechselte Ignjovski zum Bundesligaaufsteiger SC Freiburg. Nachdem Ignjovski in seiner ersten Spielzeit in Freiburg noch zu 19 Bundesligaeinsätzen gekommen war und mit dem Klub am Saisonende den 7. Tabellenplatz belegte, bestritt er in der Saison 2017/18 seinen einzigen Pflichtspieleinsatz zu Saisonbeginn bei einer 0:2-Niederlage in der Qualifikation zur Europa League gegen NK Domžale.

#### 1. FC Magdeburg
Nach zwei Jahren verließ er den Sportclub und schloss sich zur Saison 2018/19 dem 1. FC Magdeburg an, der gerade in die 2. Bundesliga aufgestiegen war; am Saisonende folgte jedoch der sofortige Wiederabstieg für den FCM.

#### Holstein Kiel
Zur Saison 2019/20 wechselte Ignjovski zum Zweitligisten Holstein Kiel, bei dem er einen Vertrag mit einer Laufzeit bis zum 30. Juni 2021 unterschrieb, die im März 2021 bis zum 30. Juni 2023 verlängert wurde.

### Nationalmannschaft
Ignjovski kommt seit der U16 in den Juniorennationalmannschaften des FSS zum Einsatz, bisher spielte er 15-mal für Serbien und erzielte ein Tor. Mit der U17 nahm er 2008 an der Europameisterschaft in der Türkei teil, wo er mit seiner Mannschaft nach der Vorrunde ausschied. Mit der U19 konnte er sich für die Europameisterschaft 2009 in der Ukraine qualifizieren, wo die serbische Auswahl im Halbfinale am späteren Europameister Ukraine scheiterte. Am 28. Februar 2012 kam er in einem Test-Länderspiel gegen die Auswahl Armeniens zu seinem ersten A-Länderspieleinsatz für Serbien.

## Sonstiges
Während seiner Fußballkarriere absolvierte Ignjovski eine Ausbildung zum Goldschmied.